# Jan Kutina
Jan Kutina (1. listopadu 1883 Opřetice – 1972) byl český nakladatel, spisovatel, občanským povoláním stavební inženýr. Byl otcem české spisovatelky a dramatičky Marie Kubátové.

## Nakladatelství Besední pořady
V roce 1911 založil nakladatelství odborných a návodných příruček pro tělocvičné hry, akademie, besedy, veřejná cvičení, taneční reje, slavnosti, zábavy, šibřinky, divadla, výjevy a scény. Součástí nakladatelství byl i sklad a půjčovna krojů, kostýmů, masek, scénických výprav a hudebního materiálu.

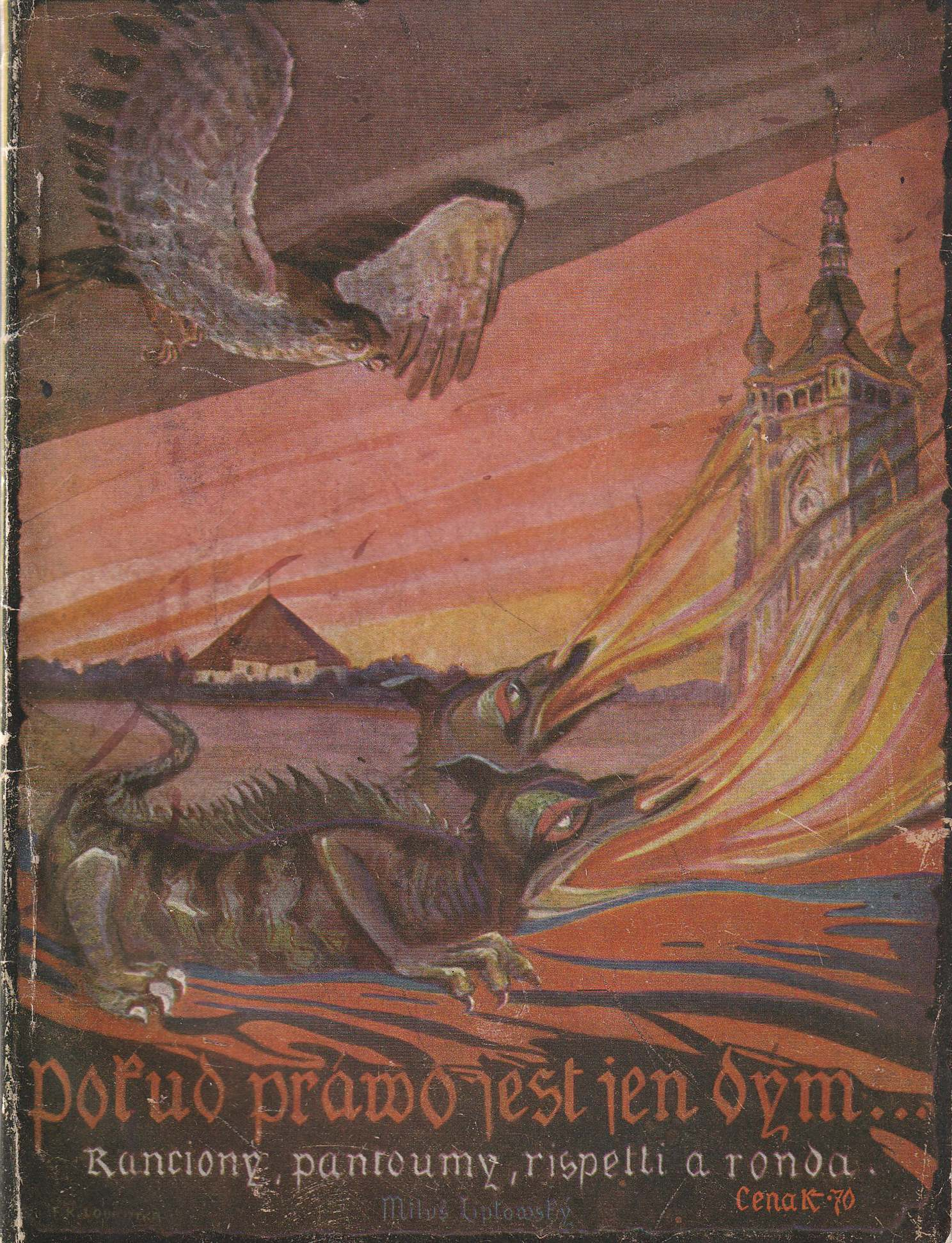
Pokud právo je jen dým.
Kanciony, pantoumy, rispetti, ronda.

## Spisovatel Miluš Liptovský
V edici "Sokol" v Praze Nuslích pod pseudonymem Miluš Liptovský vydal:
- Turinské družstvo na cestách. (Praha 1912)
- Není koza jako koza! (Praha 1914)
- Láska, Bože, láska.
- Tokání.
- Pokud právo je jen dým. (Praha 1914)
- Večery sokolského dorostu I, II.
- Slet v pekle.
- V boj za naše hory.
- V karbonu i v terciéru. (Praha 1915)

| „                      | Vám, vymírajícím, prostým poctivcům, jimž ani v době zpronevěr a provisí lesk mamonu oči nezaslepí, upřímný stisk ruky bratrské! | “ |
| — Miluš Liptovský 1914 | |   |